# Engolasters
Engolasters je jezero u župi Encamp, u Andori. Duguljastog je oblika, a nalazi se na nadmorskoj visini od 1616 m, nastalo u ledenjačkoj depresiji. Nalazi se u blizini Andorre La Velle, glavnog grada Andore.
Voda u jezeru tamno je plave boje. U jezero se slijeva voda sa snijegom prekrivenih Pireneja. Dolina koju čine rijeke u slijevu jezera pruža očaravajući pogled sa zelenim livadama i bogatom borovom šumom bliže obodu jezera. Izvor vode u jezero dolazi iz rijeka Gran Valira i Madriu. Pohranjena voda u rezervoaru koristi se za proizvodnju hidroenergije u elektrani koja se nalazi u blizini sela Encamp. Postoji žičara od Encampa do područja jezera, duga 6.2 km.

## Legenda
Legenda vezana uz povijest i nastanak jezera tvrdi da je Engolasters nastao iznenadnim naletom vode koju su oslobodile božanske moći kako bi kaznile bezbožnost lijepe žene, za koju se pričalo da je bila drevna stanovnica sela blizu obale jezera. Prema legendi, žena je odbila dati komad kruha izgladnjelom hodočasniku, za kojeg se kaže bio da je sam Krist. Legenda također kaže da su sve zvijezde na nebu, obasjane ljepotom jezera, bile predodređene da padnu u dno jezera i tamo ostanu kao zarobljenici zauvijek.
Još jedna zanimljiva legenda ispričana je o jezeru Engolasters kao mjestu ceremonija koje su održavale vještice (uobičajeno vjerovanje u Pirinejima). Te su se ceremonije održavale u obliku golih plesova koje su izvodile vještice na području jezera. Ljudi su se bojali gledati ove ceremonije jer se vjerovalo da će svakoga tko gleda ove predstave vještice pretvoriti u psa ili kamen.

## Geografija
Jezero Engolasters nalazi se sjeveroistočno od glavnog grada Andore Andorra la Vella u središnjoj zapadnoj Andori. Gran Valira (Riu Valira) se ulijeva u jezero. Ima dvije velike pritoke, Valiru del Nord (Sjevernu Valiru) i Valiru d'Orient (Istočnu Valiru), koje su stvorile duboko usječenu dolinu. Sutok ovih dviju rijeka u Escaldesu tvori rijeku Gran Valiru. Ova rijeka omogućuje jedini pristup Andori duž svog toka, iz Španjolske i Francuske duž istočne Valire.
Ekstremne temperature zabilježene na jezeru su −21°C i maksimalno 39°C.
Najbliže selo jezeru je Encamp, do kojeg se dolazi makadamskim putem. Na donjoj stanici gondole, cesta duga 500 m vodi do "Cortals d'Encamp." Od ove lokacije vožnja od oko 2.5 km vodi do mosta i seoskih kuća, a još 500 m vožnje nakon prelaska mosta vodi do početne točke laganog uspona od 130 m, koji prolazi kroz tunel za pješake i završava na desnoj obali jezera. Šetnja rubom jezera pruža izvrsne vidike na borovu šumu usred planinskog krajolika.
Žičare su jedno od prijevoznih sredstava u Andori, a jedna takva žičara prometovala je do 1980-ih između Encampa i jezera Engolasters. Autocesta sjever-jug povezuje Andorra la Vella, glavni grad Andore, sa Španjolskom i Francuskom. Encamp je udaljen 6 km od glavnog grada, a do jezera je dodatnih 6.2 km žičarom.
Botanički vrtovi koji pokrivaju tri razgraničena područja koja predstavljaju 13 različitih staništa vidljivi su duž 3 km dionica ceste koja povezuje Les Pardines s jezerom Engolasters.

## Atrakcije
Turizam je glavna gospodarska aktivnost oko jezera kao što se može vidjeti iz 88 hotela smještenih u području jezera. Jezero Engolasters koristi se u rekreacijske svrhe. Obala jezera popularna je dionica za planinare, duga 3.2 km. U blizini je romaničko pustinjačko naselje Sant Miquel d'Engolasters koje se uzdiže nad jezerom. Lombardijski zvonik datiran je u 12. stoljeće i sadržavao je romaničke slike koje sada krase zidove Muzeja romaničke umjetnosti u Barceloni. Dokumenti iz 1162. i 1176. godine otkrivaju da je u to vrijeme u ovoj blizini postojalo naselje. Fario pastrva i losos popularne su vrste ribe u jezerima Andore, a rezervat Engolasters smatra se ne samo užitkom za planinare već i za ribolov pastrve.

### Hidroelektrana
Godine 1929. Andora je odlučila iskoristiti hidroenergetski potencijal svojih rijeka i jezera. U skladu s tim, Generalno vijeće Andore dodijelilo je posao Forces Andorranes Societat Anonima (FASA), privatnoj tvrtki za industrijski razvoj (u vlasništvu francuskih i španjolskih grupa). Izgrađena je sa skladištem uz jezero Engolasters u Salt d'Escaldesu. Elektrana je postavljena u dolini Encamp ispod jezera s instalacijom od dvije jedinice kapaciteta 7.2 MW svaka.
Nasipna brana izgrađena na južnom kraju jezera stvorila je jezero dubine oko 10 m. To je jedna od najvećih akumulacija vode koju je stvorila brana na izlazu iz jezera. Vode jezera bogate su mineralima poput željeza, magnezija i sumpora, a neki od njih imaju i ljekovitu vrijednost.
Elektrana je izgrađena između 1931. i 1934. godine. Elektrana je puštena u pogon u kolovozu 1934. Proizvedena energija isprva se uglavnom izvozila u Španjolsku, a kasnije i u Francusku i druga mjesta. Budući da je projekt izgrađen pod koncesijom danom FASA-i u zamjenu za izgradnju cesta, zemlja je bila otvorena za industrijski razvoj nakon što su ceste izgrađene. Posljedično, potražnja za električnom energijom je porasla unutar zemlje, a prema izvješćima, energija iz ovog energetskog projekta sada zadovoljava samo 15% ukupne potrošnje u zemlji.

## Radio toranj
Odašiljački toranj koji se vidi na obali jezera bio je tvorevina novinara Jacquesa Tremouleta i proizvođača radija Leona Kierkowskog iz 1938. godine, da upravljaju radio postajom Radio Andorra iz Andore usred kontroverzi oko prava na prijenos. Ovaj antenski toranj je podignut na pilonima od preko 120 m. Njegov temelj nije rađen na stijenama nego na stupovima okovanim bakrom i ispunjenim zemljom. Radio postaja s koje su emitirali glazbeni program snage 60.000 vata nalazi se u dolini ispod jezera kako bi doprla do slušatelja ne samo u Andori, već i u Engleskoj, Italiji i Francuskoj.
Nakon što je emitiranje počelo 7. kolovoza 1939., došlo je do niza kontroverzi oko prava prijenosa dodijeljenih radio postaji. Ugašena je 9. travnja 1981. godine. Prijenosni toranj danas stoji neiskorišten na rubu jezera.

## Vanjske poveznice
|  | Zajednički poslužitelj ima još gradiva o temi Engolasters |

- Lakes of Andorra marked on maps